# Duránda
Duránda Gyöngyös egyik településrésze a város északnyugati részén, többségében cigányok által lakott szegregátum. A negyed az Akaszka, a Fuvaros, a Szép, a Víg, a Galambos és a környező kisebb utcákat foglalja magába. Népessége a 2011-es népszámlálás szerint 713 fő volt. A település két cigánytelepe közül ez a nagyobbik, a másik a város délkeleti részén fekvő Harmadosztály.

## Kialakulása és körülmények
A falusias jellegű településrész a XX. század folyamán vált fokozatosan az alacsony társadalmi státuszú lakosság gyűjtőhelyévé, Kovách Imre és Loncsák Noémi tanulmánya szerint az akkori városvezetés tudatosan támogatta ezt a folyamatot. A Gyöngyös északnyugati peremén elhelyezkedő cigánytelepre a KSH statisztikája jelenleg a gyöngyösi 2. és 3. számú szegregátumként hivatkozik. 
Az épületállomány elsősorban rossz állapotban lévő régi parasztházakból áll, és bár a víz és a villany sok helyen be van kötve, nagyon sok a higiéniai és műszaki szempontból lakhatásra nem alkalmas épület. Komoly környezeti problémát okoz az illegálisan elhelyezett hulladék, amely elszennyezi a negyeden keresztülfolyó Gyöngyös-Nagy-patak itteni szakaszát.

## Demográfiai adatok
A városrész 713 fős lakosságának többsége cigány, de van egy nem cigány magyarokból álló kisebbség is. Az itt élő nem cigányok gyakran nehézségekbe ütköznek, amikor el akarják adni házukat, ugyanis a szegény környezet lenyomja az ingatlan árakat és így nem tudnak elköltözni. A cigányok között is törésvonal tapasztalható, a már több mint 10 éve itt élők csoportja  elkülönül az újonnan érkezőktől. A három társadalmi csoport között gyakoriak a konfliktusok. A durándai szülők szinte kivétel nélkül a Felsővárosi Általános Iskolába íratják gyermekeiket. Duránda népessége nagyon fiatal Gyöngyös többi részéhez képest. A város teljes 0-14 éves lakosságának 7%-a itt él, míg a 15-59 évesek között csak 5,5% a 60-nál idősebb korosztály körében pedig csak 3,5% ez az arány. Súlyos probléma a munkanélküliség, a munkaképes korú lakosság 53%-a nem rendelkezik állandó jövedelemmel. A legálisan foglalkoztatottak szinte kivétel nélkül a közmunkában dolgoznak. Az idősebb korosztály körében elterjedt az alkoholizmus, a fiataloknál pedig súlyos probléma a kábítószerhasználat, a Durándában működő dílerekhez pedig a város többi részéről is járnak emberek drogot vásárolni.

## Felzárkóztató programok
A gyöngyösi önkormányzat a Roma Nemzetiségi Önkormányzattal együttműködve a 2010-es évek folyamán elkezdett egy felzárkóztató programot a területen, az úgynevezett Roma lakásépítési koncepció és program részeként a víz és gáz infrastruktúra került fejlesztésre. Az integrációt az oktatáson keresztül is igyekeznek megvalósítani az óvoda és iskolarendszer fejlesztésével. Az óvodákban elterjedt gyakorlat cigány dajkák alkalmazása. Továbbra sincs megfelelően működő drogprevenciós program, ez jelenleg csak az iskolákban tartott előadások formájában valósul meg.

## Média
Duránda méretéből és lakókörülményeiből fakadóan a cigány szegregáció problémájának egyik legismertebb példájává vált országos szinten is. Ennek megfelelően gyakran szerepel a radikális jobboldal médiájában (kuruc.info, alfahír). Morvai Krisztina egyik Durándában forgatott YouTube videója, az Egy nap a hivatalban a magyar mémkultúra fontos elemévé vált.